# والدو بيرس
والدو بيرس (بالإنجليزية: Waldo Peirce)‏ (و. 1884 – 1970 م) هو رسام من الولايات المتحدة الأمريكية . ولد في بانجور .

## التعليم
تعلم في جامعة هارفارد، وأكاديمية جوليان، وأكاديمية فليبس.

## جوائز وترشيحات
حصل على جوائز منها:
- صليب الجيش 1914-1918.